# Wandschildering van de Stones
De wandschildering van de Stones (Duits: Stones-Wandgemälde) in Lüchow, Nedersaksen, is een kunstwerk over The Rolling Stones. De afbeeldingen zijn aangebracht op de wanden en deuren van tien garageboxen in de Gartenstraße, ter gelegenheid van het 50-jarige jubileum van de Britse rockband. De wandschildering heeft een lengte van 40 meter en is 2,5 meter hoog.
Het ontwerp werd gemaakt door Ulli Schröder, de eigenaar van het Stones Fan Museum dat zich eveneens in Lüchow bevindt, en de kunstschilder Heino Jacobsen uit Hanstedt. Hierna schilderde Jacobsen het gedurende zes weken, twaalf uur per dag. Het is geen graffiti maar met de hand geschilderd. De afbeelding stelt een trein voor met belangrijke stations uit de loopbaan van de band.
Het werd in juli 2012 ingewijd door Schröder. Axel Zwingenberger, pianist en goede vriend van Stones-drummer Charlie Watts, kwam speciaal vanuit New York naar Lüchow om de inhuldiging bij te wonen. Als spoorwegfan werd Zwingenberger zelf als machinist van de Stones-trein in het schilderij geschilderd. Aan het eind van de trein is Schröder te zien die het museum naar Lüchow bracht.

## Afbeeldingen
|  |  |  |

|  |  |  |